# Le Républicain (Aquitaine)
Pour les articles homonymes, voir Le Républicain.
Le Républicain est un hebdomadaire local aquitain dont le siège est situé à Langon (Gironde).

Il appartient au groupe Publihebdos, une filiale du groupe Sipa-Ouest-France dédiée à la presse hebdomadaire régionale (PHR). 
Le journal est publié sous deux éditions :
- l'une pour le Sud Gironde dont la zone de diffusion correspond à l'arrondissement de Langon et le tirage annuel a été de 388 020 exemplaires pour l'année 2013, soit environ 7 500 exemplaires par semaine[1],
- l'autre pour le Lot-et-Garonne dont le tirage annuel a été de 536 723 exemplaires pour l'année 2013, soit environ 10 300 exemplaires par semaine[2].